# Шамаханская царица
Шамаханская царица — персонаж «Сказки о золотом петушке» русского поэта Александра Сергеевича Пушкина.

## Происхождение образа
Сказка была написана в 1834 году, а впервые напечатана в следующем году в журнале «Библиотека для чтения» (том IX, книга 16).
В литературной сказке Шамаханская царица — красивая, но коварная грешница и искусительница, приведшая царя и его сыновей к гибели:

…Вдруг шатёр

Распахнулся… и девица,

Шамаханская царица,

Вся сияя как заря,

Тихо встретила царя.

Как пред солнцем птица ночи,

Царь умолк, ей глядя в очи,

И забыл он перед ней

Смерть обоих сыновей.

И она перед Дадоном

Улыбнулась — и с поклоном

Его за руку взяла

И в шатёр свой увела.

Там за стол его сажала,

Всяким яством угощала;

Уложила отдыхать

На парчовую кровать.

И потом, неделю ровно,

Покорясь ей безусловно,

Околдован, восхищён,

Пировал у ней Дадон…
— «Сказка о золотом петушке» // А. С. Пушкин. Собрание сочинений в 10 томах. М.: ГИХЛ, 1959—1962. Том 3. Поэмы, Сказки.
Через неделю царь Дадон со своим войском и девицей отправился домой. Дома его встретил старый мудрец и, напомнив об обещании, потребовал девицу, Шамаханскую царицу. Царь заявил, что всему есть предел, и он готов подарить многое, но девицу не даст (тем более, что старому скопцу девица ни к чему). Старик продолжал настаивать на своём, и царь, разгневавшись, сначала велел ему убираться пока цел, а потом и убил, ударив жезлом по лбу. Когда старик умер, со спицы слетел петушок, клюнул Дадона в темя, и тот упал замертво. Шамаханская царица пропала, как будто её и не было.

…Царь хватил его жезлом

По лбу; тот упал ничком,

Да и дух вон. — Вся столица

Содрогнулась, а девица —

Хи-хи-хи! да ха-ха-ха!

Не боится, знать, греха.

Царь, хоть был встревожен сильно,

Усмехнулся ей умильно…

…

…С колесницы пал Дадон —

Охнул раз, — и умер он.

А царица вдруг пропала,

Будто вовсе не бывало…
— «Сказка о золотом петушке» // А. С. Пушкин. Собрание сочинений в 10 томах. М.: ГИХЛ, 1959—1962. Том 3. Поэмы, Сказки.

## В других произведениях

### Театр
- «Золотой петушок» — опера Николая Римского-Корсакова (1908).
- «Золотой петушок» — балет Михаила Фокина в оформлении Натальи Гончаровой (Русский балет Дягилева, 1914).

### Мультипликация
- «Сказка о золотом петушке» — советский мультфильм 1967 года.
- «Три богатыря и Шамаханская царица» — полнометражный мультфильм киностудии «Мельница».

В современном прочтении Шамаханская царица — из Азербайджанского ханства Ширван (Шамахия), с национальными чертами одежды. В мультфильме «Три богатыря и Шамаханская царица» она — колдунья, прячущая старое лицо под хиджабом, из-под которого видны только глаза. Она мечтала вернуть себе утраченную молодость и былую красоту.
В советском телефильме «Чародеи» (1982) вместо «Шамаханская» используется «Шемаханская» — как фамилия одной из героинь фильма, директора НИИ «Научный Универсальный Институт Необыкновенных Услуг», в котором изучают волшебство. Шемаханская — циничная и коварная волшебница (роль в фильме исполняет Екатерина Васильева).